# Малые Хурсы (Шишацкий район)
Малые Хурсы (укр. Малі Хурси) — село,
Ковалёвский сельский совет,
Шишацкий район,
Полтавская область,
Украина.
Село ликвидировано в 1986 году .

## Географическое положение
Село Малые Хурсы находится на левом берегу реки Стеха,
в 2-х км от села Михайлики.
Река в этом месте пересыхает, на ней сделана большая запруда.

## История
- 1986 — село ликвидировано [1].